# Куксвілл (Іллінойс)
Куксвілл (англ. Cooksville) — селище (англ. village) в США, в окрузі Маклейн штату Іллінойс. Населення — 157 осіб (2020).

## Географія
Куксвілл розташований за координатами 40°32′33″ пн. ш. 88°42′52″ зх. д. / 40.54250° пн. ш. 88.71444° зх. д. (40.542529, -88.714459).  За даними Бюро перепису населення США в 2010 році селище мало площу 0,62 км², уся площа — суходіл.

## Демографія
Згідно з переписом 2010 року, у селищі мешкали 182 особи в 85 домогосподарствах у складі 48 родин. Густота населення становила 294 особи/км².  Було 90 помешкань (145/км²).
Расовий склад населення:
| - 97,8 % — білих - 0,5 % — чорних або афроамериканців |

До двох чи більше рас належало 1,6 %. Частка іспаномовних становила 0,5 % від усіх жителів.
За віковим діапазоном населення розподілялося таким чином: 22,5 % — особи молодші 18 років, 67,1 % — особи у віці 18—64 років, 10,4 % — особи у віці 65 років та старші. Медіана віку мешканця становила 38,5 року. На 100 осіб жіночої статі у селищі припадало 114,1 чоловіків;  на 100 жінок у віці від 18 років та старших — 104,3 чоловіків також старших 18 років.
Середній дохід на одне домашнє господарство  становив 56 905 доларів США (медіана — 43 000), а середній дохід на одну сім'ю — 71 786 доларів (медіана — 57 083). За межею бідності перебувало 14,3 % осіб, у тому числі 2,6 % дітей у віці до 18 років та 25,8 % осіб у віці 65 років та старших.
Цивільне працевлаштоване населення становило 110 осіб. Основні галузі зайнятості: фінанси, страхування та нерухомість — 18,2 %, мистецтво, розваги та відпочинок — 17,3 %, освіта, охорона здоров'я та соціальна допомога — 15,5 %.